# Islamiske ekspansion
Den islamiske ekspansion er islams territoriale udvidelser i middelalderen. I den tidligste fase (632 – 732) bredte det første muslimske rige under Rashidun og Umayyade-kalifaterne sig hastigt fra den Arabiske halvø til Mellemøsten, Centralasien, Nordafrika og Spanien.
Den seneste fase er erobringer af de nu muslimske imperier: Persien og Tyrkiet

## Tidlige erobringer (632-732)
De første islamiske erobringer fandt sted i det første århundrede efter profeten Muhammeds død i 632, og de var præget af en hurtig arabisk ekspansion med udgangspunkt på den Arabiske halvø. De hurtige og omfattende territoriale annekteringer sluttede med slaget ved Tours, da en muslimsk invasionsstyrke led nederlag til en frankisk hær i 732. Da gik kaliffernes imperium fra Indien, over Centralasien, Mellemøsten og Nordafrika til Spanien.
Den lange række af konflikter mellem Det byzantinske kejserrige, som araberne kaldte Rûm, og det arabiske imperium fortsatte med stadige grænsekonflikter til det 1. Korstog. Byzants mistede størstedelen af sine sydlige provinser.

### Den tidlige muslimske ekspansion

#### Byzantinsk-arabiske krige: 630-750
Første del af konflikten varede fra 630 til 717, hvor Konstantinopel blev angrebet af araberne for anden gang, og hvor de arabiske styrker led et meget alvorligt nederlag, der betød at den muslimske ekspansion i Lilleasien blev bremset. Fjendtlighederne mellem kejserriget og kalifatet fortsatte; de byzantinske besiddelser i Syditalien gik tabt til araberne i 9. og 10. århundrede, mens det makedonske dynasti genvandt en del af de områder, kejserriget tidligere havde mistet.
Konflikten var præget af mindre plyndringstogter i grænseregionerne: Byzantinerne allierede sig med khazarerne og havde en overlegen flåde, som var stærkt medvirkende til deres sejre ved Konstantinopel i 717 og ved Akroinon i 739. Det medvirkene til ummayade-dynastiets fald, etableringen af abbasiderne og siden fatimidernes dynasti. En ustabil magtbalance blev etableret mellem de to magter, til de tyrkiske seljukker endnu en gang trængte byzantinerne væk fra Lilleasien.
Kalifatets vigtigste erobringer under de byzantinsk-arabiske krige var:

- Levanten med Syrien og Palæstina (635)
- Armenien (639)
- Egypten (639)
- Nordafrika (642)

### Persien: 636-651
Den sidste hersker Yazdegerd 3. i sassanidernes rige led et nederlag til araberne i slaget ved al-Qādisiyyah (636). Det blev fulgt af endnu et nederlag i (642) ved Nihawānd, hvor hele den persiske hær blev udslettet og kontrollen over rigets centrale dele blev overtaget af araberne. Yazdegerd fortsatte dog modstanden frem til 651, hvor han blev myrdet. Hans søn Pirooz måtte derefter flygte til Kina.

### Transoxanien662-709
Efter den første Fitna fortsatte umayyadernes deres østlige fremstød mod Khorasan og Silkevejen. Efter sassanidernes kollaps blev de østlige provinser i deres imperium splittet op i en række småstater, der blevet styret af lokale tyrkiske og iranske stammer. Det kinesiske Tang dynasti benyttede også lejligheden til at udvide deres indflydelsessfære. I 709 havde araberne vundet kontrollen over Khorasan, Samarkand og Sogdiana, et område, der omfatter Afghanistan og dele af Centralasien med nogle af de vigtigste stationer på Silkevejen.

### Sindh664-712
De første arabiske felttog i Indien fandt sted samtidigt med fremstødene i Centralasien. 664 indledte den arabiske general Mohalib fra Persien plyndringstogter i det sydlige Punjab. I 711 anførte Muhammad bin Qasim et stort felttog og besejrede rajaen Dahir af Sindh ved Hyderabad. Qasim underlagde sig de næste tre år hele det område, der i dag hedder Pakistan. Han blev imidlertid kaldt hjem, og regionen blev hurtigt splittet op i to semiautonome arabisk dominerede stater Mansura og Multan.

### Den iberiske halvø 711-718
Erobringen af det kristne visigotiske kongerige i Spanien blev indledt, da den berberiske general Tariq ibn Ziyad i 711 landede med en berberdomineret hær ved Gibraltar. De besejrede tidligt en talmæssigt overlegen visigotisk hær. Det betød, at han kunne etablere et udgangspunkt for de følgende otte års erobringskrig. Tariqs overordnede, Musa ibn Nusair, sluttede sig til ham allerede året efter, og sammen underlagde de sig halvøen, på nær de baskiske områder i Pyrenæerne og Asturien, hvor de fordrevne visigotiske fyrster etablerede små kristne kongeriger.
De muslimske erobringer blev kaldt al-Andalus og blev først et emirat, men siden centrum for et nyt kalifat, da umyyade-dynastiet blev afsat af abbasiderne. Dette kalifat faldt dog i 1031 og blev erstattet af de mindre taifa-kongedømmer. Langsomt fik de kristne kongedømmer overtaget, og det muslimsk kontrollerede område blev gradvist mindre, da de kristne genvandt deres territorium mod syd. Da Granada faldt i 1492, blev det sidste kongerige i al-Andalus annekteret af det nyetablerede kongerige Spanien.

### De seneste udvidelser (fra 732)

#### Afslutningen på umayyadernes erobringer: 718-750
Bulgarernes og byzantinernes heldige afvisning af den arabiske invasion i 718 og den senere sejr ved Akronion standsede den arabiske ekspansion mod Konstantinopel. Umayyaderne iværksatte efter deres etablering i Spanien et fremstød i 721 nord for Pyrenæerne. frankerne stoppede det ved Toulouse og asturerne ved Covadonga. Et nyt forsøg i 732 endte i slaget ved Poitiers, hvor Karl Martel ledte en allieret kristen forsvarsstyrke, som tilføjede muslimerne en række nederlag. Hans søn Pippin den Lille generobrede Narbonne, hvorfra han krydsede Pyrenæerne og indtog Girona og Barcelona. Han oprettede her den Spanske Mark, der sammen med Asturien blev udgangspunkt for de fremtidige erobringer i al-Andalus.
Et oprør blandt berberne brød ud i 740 og svækkede umayyadernes mulighed for flere felttog mod Frankerriget. I 756 blev deres dynasti væltet, og resterne søgte tilflugt i al-Andalus, hvor de etablerede en selvstændig arabisk stat. I Nordafrika blev kalifatets herredømme også svækket og blev afløst af en række autonome stater.
Kalifatets østlige regioner var i midten af 8. århundrede præget opstande og utilfredshed fra shiitter og indfødte, der følte sig som andenrangs borgere. Den ekspansion, riget havde oplevet, var især drevet af jagten på rigdomme skabt ved plyndring, og da araberne nu havde lidt flere nederlag, der fjernede muligheden for nye erobringer, steg utilfredsheden blandt de militære ledere. Abbasiderne brugte de mange lokale konflikter som springbræt for den revolte, der bragte dem til magten.

## Erobring af efterfølgerstater og dynastier
Abbasidekalifferne måtte efter deres magtovertagelse overlade mere magt til de regionale ledere, og samtidigt havde fatimiderne etableret et selvstændigt kalifat i Egypten, der hurtigt udviklede sig til en væsentlig rival. Det var begyndelsen til splittelsen af den muslimske verden, og til nye lokale dynastier. Muslimsk ekspansion var nu ikke længere et resultat af en samlet islamisk krigsførelse, men i stedet nye muslimske kongeriger og imperiers indbyrdes konflikter og krige. De vigtigste af de imperier var Mamelukkernes, seljukkernes, khwarezmshah og ayyubidernes, i Mellemøsten, og ghaznavidernes og ghoridernes i Indien

### Ekspansion: 8. til 11. århundrede
Sudan blev i løbet af tre århundreder underlagt et muslimsk styre, og indbyggerne konverterede til islam fra kristendommen.
Aghlabiderne fik i forbindelse med abbasidernes kup kontrol over Nordafrika, Ifriqiya. Med Tunesien som base foretog de et fremstød mod Sicilien, hvor de erobrede de byzantiske byer: Palermo i 831, Messina i 842, Enna i 859, Syracus i 878, Catania i 900 og til sidst fæstningen i Taormina i 902. Nye oprør blandt berberne og andre nordafrikanske folkeslag førte til, at fatimiderne tog magten i Egypten, hvorefter de afrikanske provinser løsrev sig fra abbasidernes kontrol. Ud over de muslimske områder i Nordafrika fik fatimiderne også magten over de erobrede områder i Calabrien og på Sicilien.
Kort efter blev der etableret flere små emirater på det italienske fastland, som efter få år blev generobret af byzantinerne. Et siciliansk emirat blev oprettet i 948. Det bestod til 1053, hvor intern uro splittede det og svækkede den muslimske dominans inden den normanniske erobring i 1091.

#### Anatolien
Abbasidekalifatet blev præget af både erobringer og opsplitning af imperiet: Kreta blev annekteret i 840, men opmærksomheden måtte hurtigt vendes, da dele af riget begyndte at løsrive sig; de shiitiske fatimiders etablering af et selvstændigt kalifat i Egypten skabte en væsentlig rival til sunnikaliffen. Byzantinerne benyttede svækkelsen til at generobre Kreta, Kilikien, Kypern og foretage en række fremstød langt ind i Levanten, hvor de også fik et overtag overfor fatimiderne. Det varede kun til ankomsten af de tyrkiske seljukker, der først allierede sig med abbasiderne og siden blev de reelle magthavere i riget.
I 1068 invaderede Alp Arslan og allierede tyrkiske stammer Byzants' territorium og generobrede store områder, der tidligere havde været muslimske. Han fortsatte fremstødet ind i Anatolien og vandt en afgørende sejr ved Slaget ved Manzikert i 1071. Det betød, at byzantinerne mistede kontrollen med størstedelen af Anatolien. Seljukkernes dynasti kollapsede få år senere, og de nyerobrede regioner blev til selvstændige kongedømmer, som måtte kæmpe indbyrdes og mod invasionen af korsfarere fra Vesteuropa. Disse småriger blev med tiden opslugt af osmannerne.

### Ekspansion: 1200-1800
I Afrika syd for Sahara udvidede de muslimske kongeriger i Sahel deres territorier langt ind i landet. Muslimske handelsfolk spredte islam til rigerne i Zanj, langs den østafrikanske kyst og til Sydøstasien. En række sultanater opstod efterhånden der som fx Mataram og Sulu.
I 1258 indtog og plyndrede en mongolsk hær Bagdad og styrtede abbasidekaliffen. Den tog kontrollen over de muslimske lande, men kort efter konverterede herskerne til islam. En ny periode med islamo-mongolsk ekspansion i Centralasien og Indien begyndte under Timur Lenk og fuldendtes af mogulerne, der oprettede en stort rige i Indien.
I nyere tid blev osmannerne den dominerende muslimske magt. De indtog bl.a Konstantinopel i 1453 og indlemmede Balkan, Mellemøsten og Egypten. To gange belejrede de habsburgernes hovedstad Wien, men måtte opgive begge gange. I tiden efter De store opdagelser begyndte de vesteuropæiske magter at søge oversøisk indflydelse.
Portugiserne var de første til at udfordre de muslimske staters position, og siden fulgte flere lande. Samtidig begyndte Rusland, der kort inden havde frigjort sig fra mongolsk overherredømme, at ekspandere mod øst og syd og underlægge sig de muslimske lande i Centralasien. Mange andre muslimske lande blev underlagt europæiske stater. I løbet af det 20. århundrede brød de store imperier et efter et sammen, og en lang række nye selvstændige muslimske stater så dagens lys.